# 法比安·德热
法比安·德热（匈牙利語：Fábián Dezső，1918年12月17日—1973年10月6日），匈牙利男子水球运动员。他曾代表匈牙利参加1948年和1952年夏季奥林匹克运动会水球比赛，共获得一枚金牌和一枚银牌。